# Védőital és védőétel
A védőital és a védőétel munkahelyi ártalmak megelőzésére a dolgozóknak adott ital illetve étel. Ezek juttatását munkavédelmi szabályok tehetik kötelezővé, illetve ezek –  rendeltetésük szerint – csak munkavégzés esetére járnak.

## Fogalma
A védőital illetve a védőétel szerepe az, hogy növelje az ártalmas munkakörülmények között dolgozó munkavállalók szervezetének ellenálló-képességét, illetőleg csökkentse a káros hatásokat.
Magyarországon nehéz fizikai munkát végző (pl. hideg-meleg üzemben vagy vegyianyagokkal dolgozó) munkavállalók részére elsősorban tej, ezenfelül gyümölcsíz, idénygyümölcsök, másodsorban orosz- vagy csipkebogyótea, szénsavas víz és sós keksz védőételek és -italok juttatása szokásos.